# AFL Division 1 2014
Die Austrian Football League Division 1 2014 war die 17. Spielzeit der zweithöchsten österreichischen Spielklasse der Männer im American Football. Sie begann am 29. März 2014 mit dem Spiel der Vienna Knights gegen die St. Pölten Invaders (30:7) und endete am 26. Juli mit dem Sieg der Vienna Vikings 2 gegen die Carinthian Lions (49:20) in der Silver Bowl XVII.
In der vergangenen Spielzeit belegten die Salzburg Bulls den sechsten und somit letzten Platz in der Division 1. Da sich die Salzburger nicht für die Relegation meldeten, mussten sie in dieser Saison in der Division 2 antreten und wurden durch den Sieger der letztjährigen Division 2, St. Pölten Invaders, ersetzt.
Der American Football Bund Österreich wollte nach dieser Saison die höchste Liga, die Austrian Football League, von 5 auf 8 Teilnehmer erhöhen. Das hätte bedeutet, dass nach dieser Saison die drei besten Teams aus der Division 1 aufsteigen müssen. Damit verbunden wäre ein Paket gewesen, das sowohl sportliche (Spielplan) als auch finanzielle (Förderungen) Anreize stellt. Gleichzeitig wären die drei besten Teams aus der Division 2 in die Division 1 aufgestiegen. Ein Absteiger war in dieser Saison nicht vorgesehen.
Jedes der 6 Teams musste in diesem Jahr jeweils 4 Heim- und 4 Auswärtsspiele bestreiten. Die besten 4 Teams trafen in den Playoffs erneut aufeinander, wobei der erst- und zweitplatzierte gegen den viert- und drittplatzierten Heimrecht hatten. Die Sieger der Playoffs trafen dann im Silverbowl XVII aufeinander. Die zweiten Teams der Vienna Vikings und der Swarco Raiders Tirol hätten zwar Plätze erreicht, die zum Aufstieg genügen würden, dürfen aber nicht in die Austrian Football League, weil dort schon die ersten Mannschaften spielen. Somit sollten in der Saison 2015 die Carinthian Lions, die Vienna Knights und die Cineplexx Blue Devils in der höchsten Liga spielen. Im Herbst gaben jedoch die Carinthian Lions und die Vienna Knights bekannt, den Aufstieg zu verweigern, und werden deshalb für die nächste Saison in die Division 3 abgestuft. Die Cineplexx Blue Devils verbleiben in der Division 1 und die Erweiterung der AFL wurde auf ein Jahr später verschoben.

## Teams
- Cineplexx Blue Devils (Hohenems)
- Vienna Vikings 2 (Wien)
- Vienna Knights (Wien)
- Carinthian Lions (Klagenfurt)
- Swarco Raiders Tirol 2 (Innsbruck)
- St. Pölten Invaders (St. Pölten)

## Tabelle
Sp. = Spiele, S = Siege, U = Unentschieden, N = Niederlagen, PCT = Winning Percentage, PF= Points For, PA = Points Against, Diff = Difference
|  | Playoffs mit Heimrecht |
|  | Playoffs               |

| Division I 2014 |                        |     |   |   |   |       |     |     |      |
|                 | Team                   | Sp. | S | U | N | PCT   | PF  | PA  | Diff |
| 1               | Vienna Vikings 2       | 8   | 8 | 0 | 0 | 1,000 | 218 | 74  | +144 |
| 2               | Carinthian Lions       | 8   | 6 | 0 | 2 | 0,750 | 192 | 154 | +38  |
| 3               | Vienna Knights         | 8   | 5 | 0 | 3 | 0,625 | 171 | 82  | +89  |
| 4               | Swarco Raiders Tirol 2 | 8   | 3 | 0 | 5 | 0,375 | 141 | 171 | −30  |
| 5               | Cineplexx Blue Devils  | 8   | 1 | 0 | 7 | 0,125 | 109 | 234 | −125 |
| 6               | St. Pölten Invaders    | 8   | 1 | 0 | 7 | 0,125 | 63  | 179 | −116 |

## Spielplan
| Datum                 | Kickoff | Heim                   | Ergebnis | Auswärts               | Stadion                              |
| --------------------- | ------- | ---------------------- | -------- | ---------------------- | ------------------------------------ |
| Woche 1               |         |                        |          |                        |                                      |
| 29. März              | 18:00   | Vienna Knights         | 30:7     | St. Pölten Invaders    | Trainingszentrum Ravelinstraße, Wien |
| 30. März              | 14:00   | Cineplexx Blue Devils  | 6:25     | Carinthian Lions       | Herrenriedstadion, Hohenems          |
| 30. März              | 14:00   | Vienna Vikings 2       | 48:0     | Swarco Raiders Tirol 2 | Trainingszentrum Ravelinstraße, Wien |
| Woche 2               |         |                        |          |                        |                                      |
| 5. April              | 16:00   | Carinthian Lions       | 22:8     | Vienna Knights         | ASK-Sportanlage Fischl, Klagenfurt   |
| 5. April              | 16:00   | St. Pölten Invaders    | 0:24     | Vienna Vikings 2       | Egger Homefield, St. Pölten          |
| 6. Mai                | 14:00   | Swarco Raiders Tirol 2 | 38:7     | Cineplexx Blue Devils  | Gurgltalstadion, Imst                |
| Woche 3               |         |                        |          |                        |                                      |
| 19. April             | 16:00   | St. Pölten Invaders    | 12:15    | Vienna Knights         | Egger Homefield, St. Pölten          |
| 19. April             | 17:00   | Carinthian Lions       | 31:24    | Swarco Raiders Tirol 2 | ASK-Sportanlage Fischl, Klagenfurt   |
| 19. April             | 18:00   | Vienna Vikings 2       | 47:21    | Cineplexx Blue Devils  | Trainingszentrum Ravelinstraße, Wien |
| Woche 4               |         |                        |          |                        |                                      |
| 27. April             | 14:00   | Swarco Raiders Tirol 2 | 33:8     | St. Pölten Invaders    | Sportplatz, Zirl                     |
| 27. April             | 15:00   | Vienna Knights         | 42:0     | Carinthian Lions       | Trainingszentrum Ravelinstraße, Wien |
| 27. April             | 14:00   | Cineplexx Blue Devils  | 14:26    | Vienna Vikings 2       | Herrenriedstadion, Hohenems          |
| Woche 5               |         |                        |          |                        |                                      |
| 10. Mai               | 17:00   | Carinthian Lions       | 44:34    | Cineplexx Blue Devils  | ASK-Sportanlage Fischl, Klagenfurt   |
| 10. Mai               | 18:00   | Vienna Vikings 2       | 40:0     | St. Pölten Invaders    | Trainingszentrum Ravelinstraße, Wien |
| 11. Mai               | 14:00   | Swarco Raiders Tirol 2 | 3:31     | Vienna Knights         | Wiesengasse, Innsbruck               |
| Woche 6               |         |                        |          |                        |                                      |
| 14. Juni              | 16:00   | St. Pölten Invaders    | 20:28    | Carinthian Lions       | Egger Homefield, St. Pölten          |
| 18. Mai               | 14:00   | Cineplexx Blue Devils  | 13:29    | Swarco Raiders Tirol 2 | Herrenriedstadion, Hohenems          |
| 18. Mai               | 18:00   | Vienna Knights         | 12:14    | Vienna Vikings 2       | Trainingszentrum Ravelinstraße, Wien |
| Woche 7               |         |                        |          |                        |                                      |
| 21. Juni              | 16:00   | St. Pölten Invaders    | 16:0     | Swarco Raiders Tirol 2 | Egger Homefield, St. Pölten          |
| 21. Juni              | 18:00   | Carinthian Lions       | 12:13    | Vienna Vikings 2       | ASK-Sportanlage Fischl, Klagenfurt   |
| 22. Juni              | 12:00   | Vienna Knights         | 25:0     | Cineplexx Blue Devils  | Trainingszentrum Ravelinstraße, Wien |
| Woche 8               |         |                        |          |                        |                                      |
| 28. Juni              | 18:00   | Vienna Vikings 2       | 24:15    | Vienna Knights         | Trainingszentrum Ravelinstraße, Wien |
| 29. Juni              | 14:00   | Swarco Raiders Tirol 2 | 14:30    | Carinthian Lions       | Dolomitenstadion, Lienz              |
| 29. Juni              | 14:00   | Cineplexx Blue Devils  | 14:0     | St. Pölten Invaders    | Herrenriedstadion, Hohenems          |
| Playoffs: Semi-Finals |         |                        |          |                        |                                      |
| 20. Juli              | 14:00   | Vienna Vikings 2       | 43:14    | Swarco Raiders Tirol 2 | Trainingszentrum Ravelinstraße, Wien |
| 20. Juli              | 16:00   | Carinthian Lions       | 39:36    | Vienna Knights         | ASK-Sportanlage Fischl, Klagenfurt   |
| Silver Bowl XVII      |         |                        |          |                        |                                      |
| 26. Juli              | 15:00   | Vienna Vikings 2       | 49:20    | Carinthian Lions       | NV Arena, St. Pölten                 |

### Finalrunde
|  | Playoffs: Semi-Finals | Playoffs: Semi-Finals  | Playoffs: Semi-Finals |  |  | Silver Bowl XVII | Silver Bowl XVII | Silver Bowl XVII |
|  |                       |                        |                       |  |  |                  |                  |                  |
|  |                       |                        |                       |  |  |                  |                  |                  |
|  | 1                     | Vienna Vikings 2       | 43                    |  |  |                  |                  |                  |
|  | 4                     | Swarco Raiders Tirol 2 | 14                    |  |  |                  |                  |                  |
|  |                       |                        |                       |  |  | 1                | Vienna Vikings 2 | 49               |
|  |                       |                        |                       |  |  | 2                | Carinthian Lions | 20               |
|  | 2                     | Carinthian Lions       | 39                    |  |  |                  |                  |                  |
|  | 3                     | Vienna Knights         | 36                    |  |  |                  |                  |                  |
|  |                       |                        |                       |  |  |                  |                  |                  |